# Макабра
Макабра е качество на определени художествени и литературни творби, характеризиращи се с мрачна и злокобна атмосфера. В тези творби е поставен акцент върху детайлите и символите на смъртта. Темите на макабрата са често срещани в готик културата.